# Cangaço

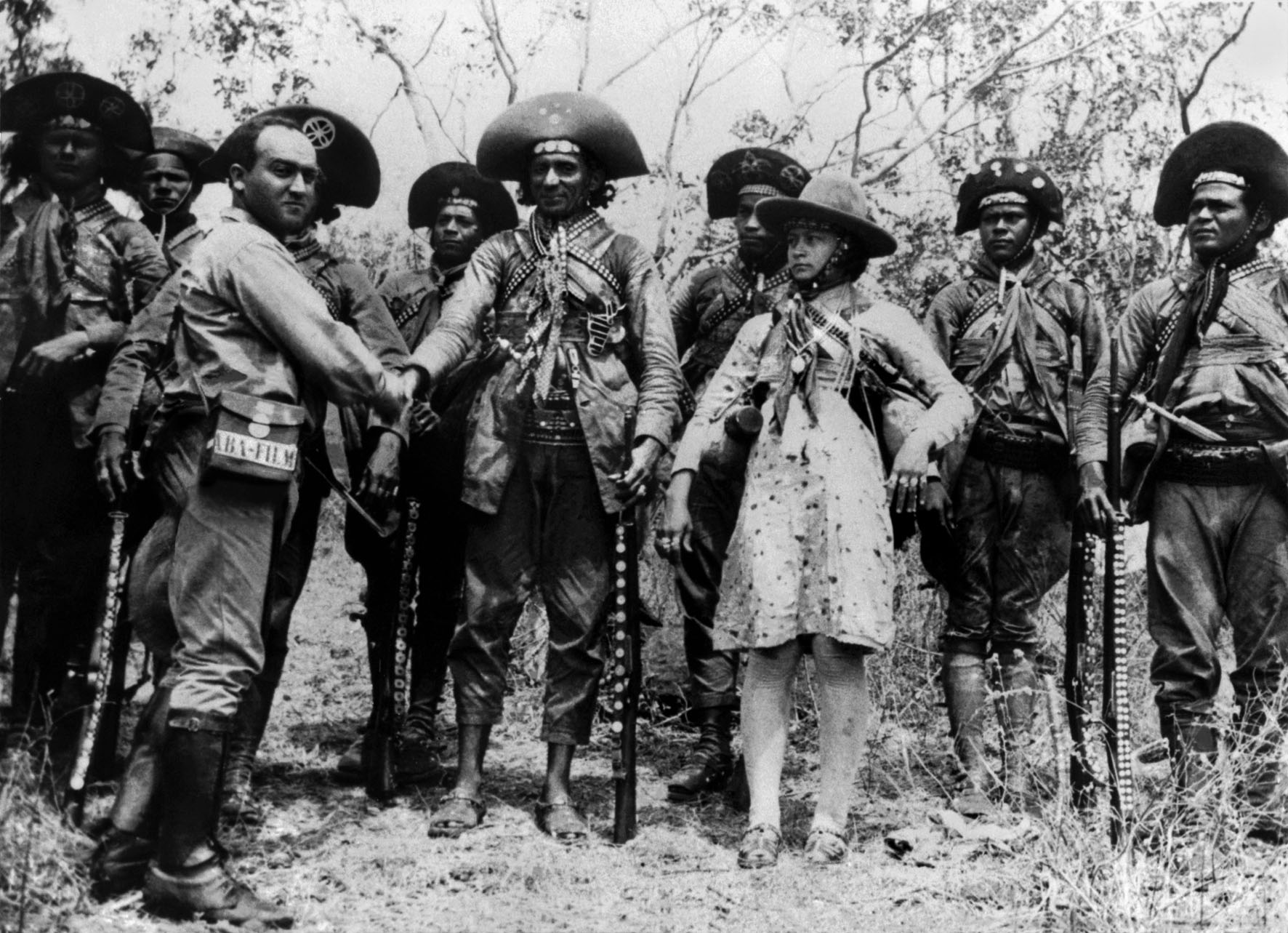
Bando de Lampião, junto do fotógrafo Benjamin Abrahão Botto

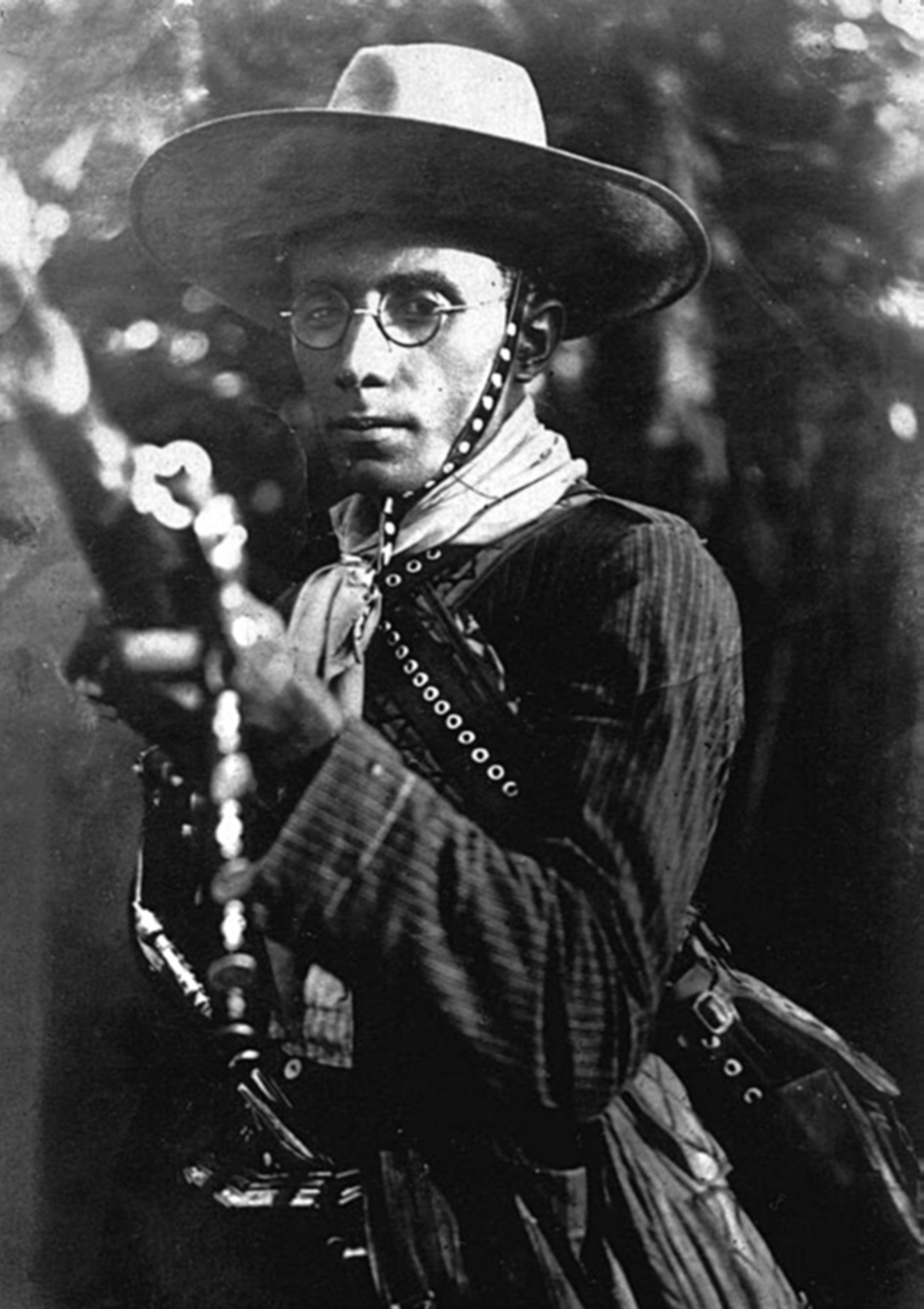
O cangaceiro pernambucano Virgulino Ferreira da Silva, vulgo Lampião, considerado o Rei do Cangaço por ter sido o mais bem-sucedido bandoleiro do Nordeste brasileiro

O cangaço foi um fenômeno do banditismo, crimes e violência ocorrido em quase todo o sertão do Nordeste do Brasil, entre o século XIX e meados do século XX. Seus membros vagavam em grupos, atravessando estados e atacando cidades, onde cometiam pilhagens, assassinatos e estupros.
Para muitos especialistas o cangaço nasceu como uma forma de defesa dos sertanejos diante de graves problemas sociais e da ineficácia do Estado em manter a ordem e aplicar a lei. Um dos principais líderes do cangaço foi Virgulino Ferreira da Silva, conhecido como Lampião. O termo cangaço vem da palavra canga, uma peça de madeira usada para prender junta de bois a carro ou arado, conhecida também como jugo.

## Origem da palavra
Por volta de 1834 o termo cangaceiro já era utilizado para se referir a bandos de camponeses pobres que habitavam os desertos do nordeste brasileiro, vestindo roupas de couro e chapéus, carregando carabinas, revólveres, espingardas e facas longas e estreitas, conhecidas como peixeiras.
O termo cangaceiro era uma expressão pejorativa, que designava a pessoa que não podia se adaptar ao estilo de vida costeira.
Por esta altura naquela região havia dois principais grupos de bandidos armados frouxamente organizados: os jagunços, mercenários que trabalhavam para quem pagasse o seu preço, geralmente proprietários de terras que queriam proteger ou expandir seus limites territoriais e também lidar com os trabalhadores rurais, e os cangaceiros, bandidos que tinham algum nível de apoio da população mais pobre, em favor de quem sustentavam alguns comportamentos benéficos, como atos de caridade, a compra de bens por preços mais altos e promovendo bailes. A população fornecia abrigo e as informações que os ajudavam a escapar das incursões das forças policiais, conhecidos como volantes, enviados pelo governo para detê-los.

## Divisão
O cangaço pode ser dividido em três subgrupos: os que prestavam serviços caracterizados para os latifundiários; os satisfatórios, expressão de poder dos grandes fazendeiros; e os cangaceiros independentes, com características de banditismo.
Os cangaceiros conheciam bem a caatinga, por isso lhes era fácil fugir e se esconder das autoridades. Estavam sempre preparados para enfrentar todo o tipo de situação, conheciam as plantas medicinais, as fontes de água, locais com alimentos, rotas de fuga e lugares de difícil acesso.
O primeiro bando de cangaceiros que se tem conhecimento foi o de Jesuíno Alves de Melo Calado, alcunhado Jesuíno Brilhante, que agiu por volta de 1870, nas proximidades da cidade de Patu e entre a divisa dos estados do Rio Grande do Norte e Paraíba, embora alguns historiadores atribuam a Lucas Evangelista o feito de ser o primeiro a agregar um grupo característico de cangaço, nos arredores de Feira de Santana, em 1828, sendo ele preso junto com a sua quadrilha em 28 de janeiro de 1848, por provocar, durante vinte anos, assaltos contra a população de Feira. O último grupo cangaceiro famoso foi o de Corisco (Cristino Gomes da Silva Cleto), morto em 25 de maio de 1940.

## Lampião
O cangaceiro mais famoso foi Virgulino Ferreira da Silva, o Lampião, também denominado Senhor do Sertão e O Rei do Cangaço. Atuou durante as décadas de 1920 e 1930, em praticamente todos os estados do Nordeste. Ele começou sua vida criminosa ainda jovem, alegando uma vingança que nunca aconteceu.
Vagando por Santa Brígida, no estado da Bahia, ele conheceu Maria Gomes de Oliveira, também conhecida como Maria de Déa, esposa do sapateiro Zé de Nenê, a qual tornou-se sua companheira, sendo mais tarde conhecida como Maria Bonita.
Por parte das autoridades Lampião simbolizava a brutalidade, o mal, uma doença que precisava ser extirpada. Para uma parte da população do sertão ele encarnou valores como a bravura, o heroísmo e o senso da honra, semelhante ao que acontecia com o mexicano Pancho Villa.
O cangaço teve o seu fim a partir da decisão do então Presidente da República, Getúlio Vargas, de eliminar todo e qualquer foco de desordem sobre o território nacional. O regime denominado Estado Novo incluiu Lampião e seus cangaceiros na categoria de extremistas. A sentença passou a ser matar todos os cangaceiros que não se rendessem.

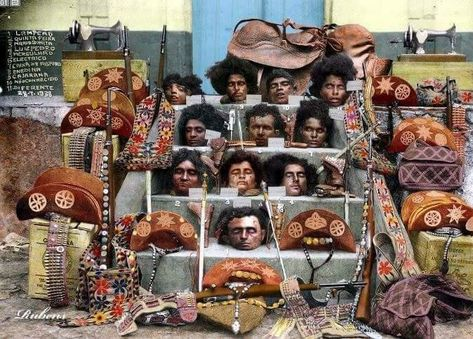
Cabeças dos cangaceiros mortos expostas

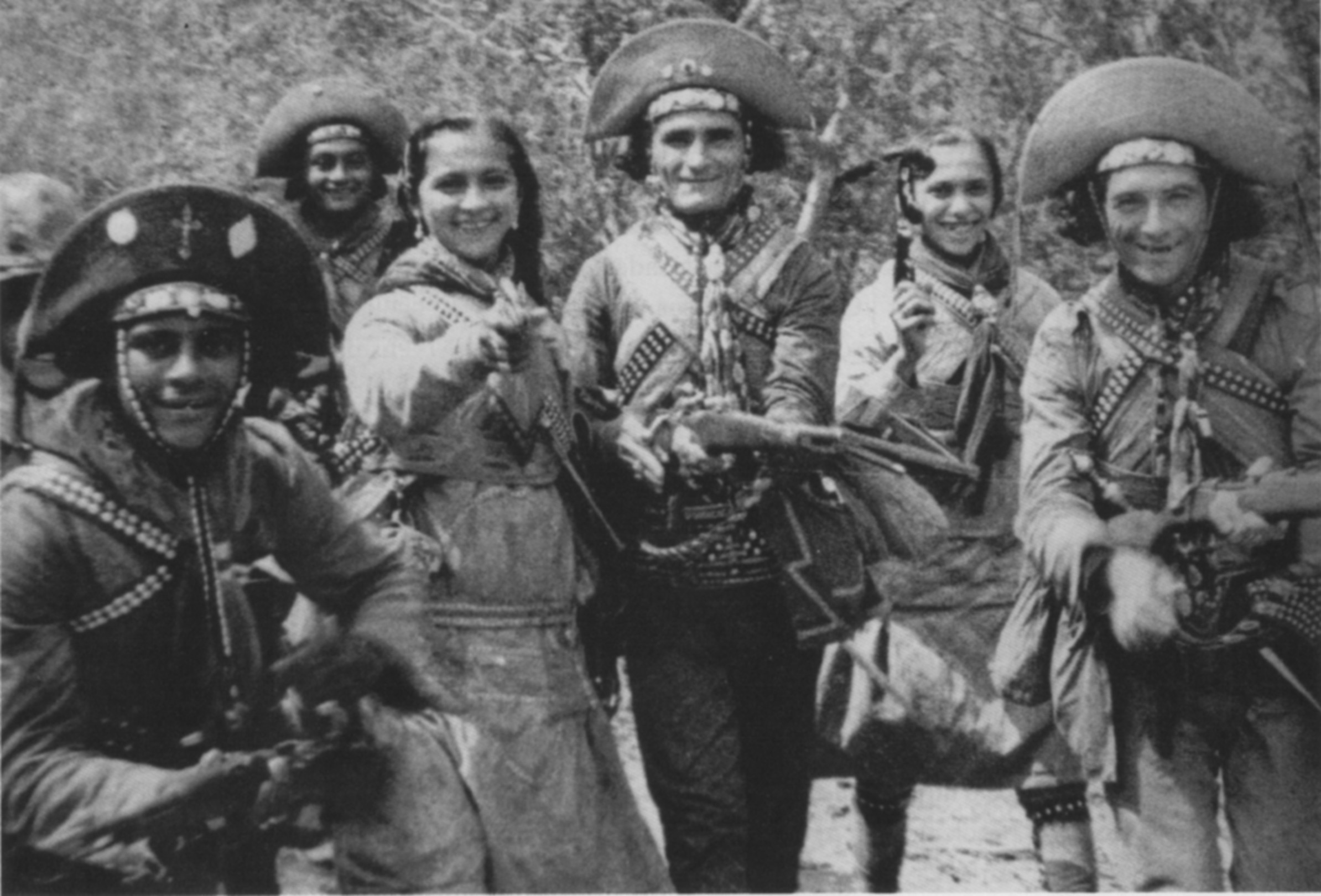
Bando de Virgínio Fortunato da Silva, vulgo Moderno, em 1936

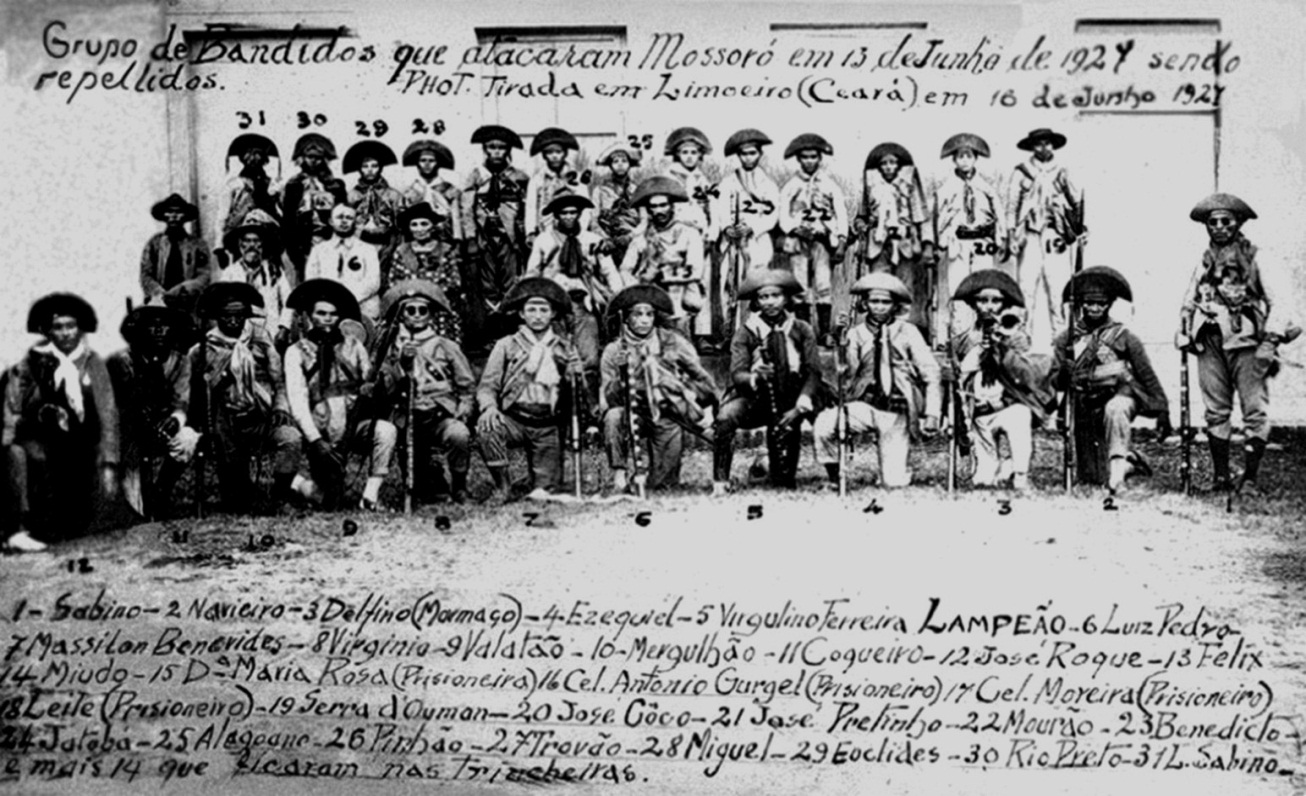
Lampião e seu bando fotografados em Limoeiro do Norte após ataque à cidade de Mossoró em 1927

No dia 28 de julho de 1938, na localidade de Angico, no estado de Sergipe, Lampião finalmente foi apanhado em uma emboscada das autoridades, onde foi morto junto com sua companheira Maria Bonita e mais nove cangaceiros. Um delator chamado Pedro de Cândida teria passado sua localização à polícia. Na ofensiva onze dos integrantes do bando foram mortos: Lampião, Maria Bonita, Luís Pedro, Mergulhão, Enedina, Elétrico, Quinta-Feira, Moeda, Alecrim, Colchete e Macela.
Os cangaceiros foram degolados e suas cabeças colocadas em aguardente e cal, para conservá-las. Foram expostas por todo o Nordeste e por onde eram levadas atraiam multidões.
Este acontecimento veio a marcar a etapa final do cangaço, pois, a partir da repercussão da morte de Virgulino os chefes dos outros bandos existentes na Nordeste vieram a se entregar às autoridades policiais para não serem mortos.

## História do cangaço

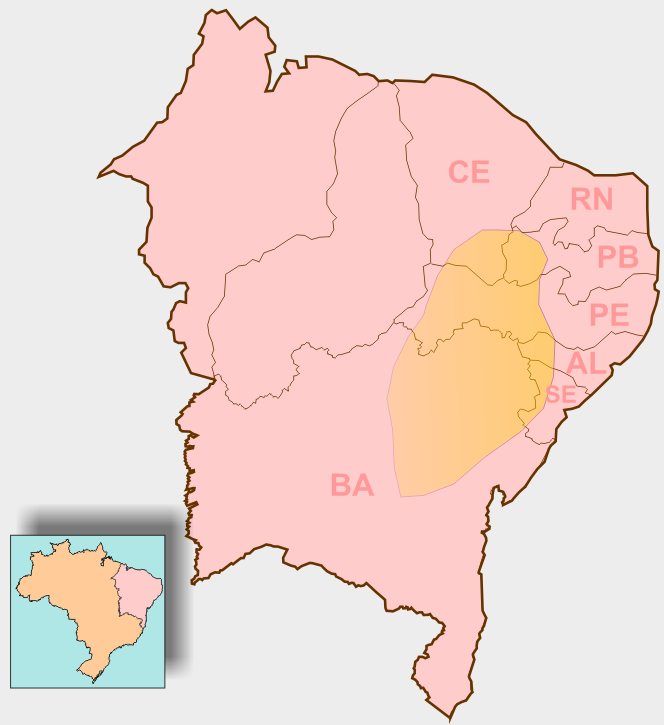
Área de maior incidência do cangaço (1890-1930)

Consta que o primeiro homem a agir como cangaceiro teria sido o Cabeleira, como era chamado José Gomes. Nascido em 1751, em Glória do Goitá, cidade da zona da mata pernambucana, ele aterrorizou sua região. Mas foi somente no final do século XIX que o cangaço ganhou força e prestígio, principalmente com Antonio Silvino, Lampião e Corisco.
Entre meados do século XIX e início do século XX, o Nordeste do Brasil viveu momentos difíceis, aterrorizado por grupos de homens que espalhavam a violência por onde andavam. Eles eram os cangaceiros, bandidos que abraçaram a vida nômade e irregular de malfeitores por motivos diversos. Alguns deles foram impelidos pelo despotismo das mulheres poderosas.
Lucas da Feira, ou Lucas Evangelista, agiu na região da cidade baiana de Feira de Santana entre 1828 e 1848. Ele e seu bando de mais de 30 homens roubavam viajantes e estupravam mulheres. Foi enforcado em 1849. No ano de 1877, em meio a estiagem, destaca-se no sul do Ceará as ações do cangaceiro João Calangro, que chefiava um bando que atuava em todo o Cariri. Calangro era um capanga do grupo de Inocêncio Vermelho, que tinha o apoio do juiz do município de Jardim. Com a morte de Inocêncio Vermelho, João Calangro lidera um séquito de cangaceiros, que em virtude de seu nome, passam a ser intitulados de calangos. Após muitos embates, João Calangro, que jactava-se de ter cometido 32 homicídios, foge para Piauí, e a partir de então o desfecho de seu destino torna-se ignoto concernente aos registros sobre o mesmo.

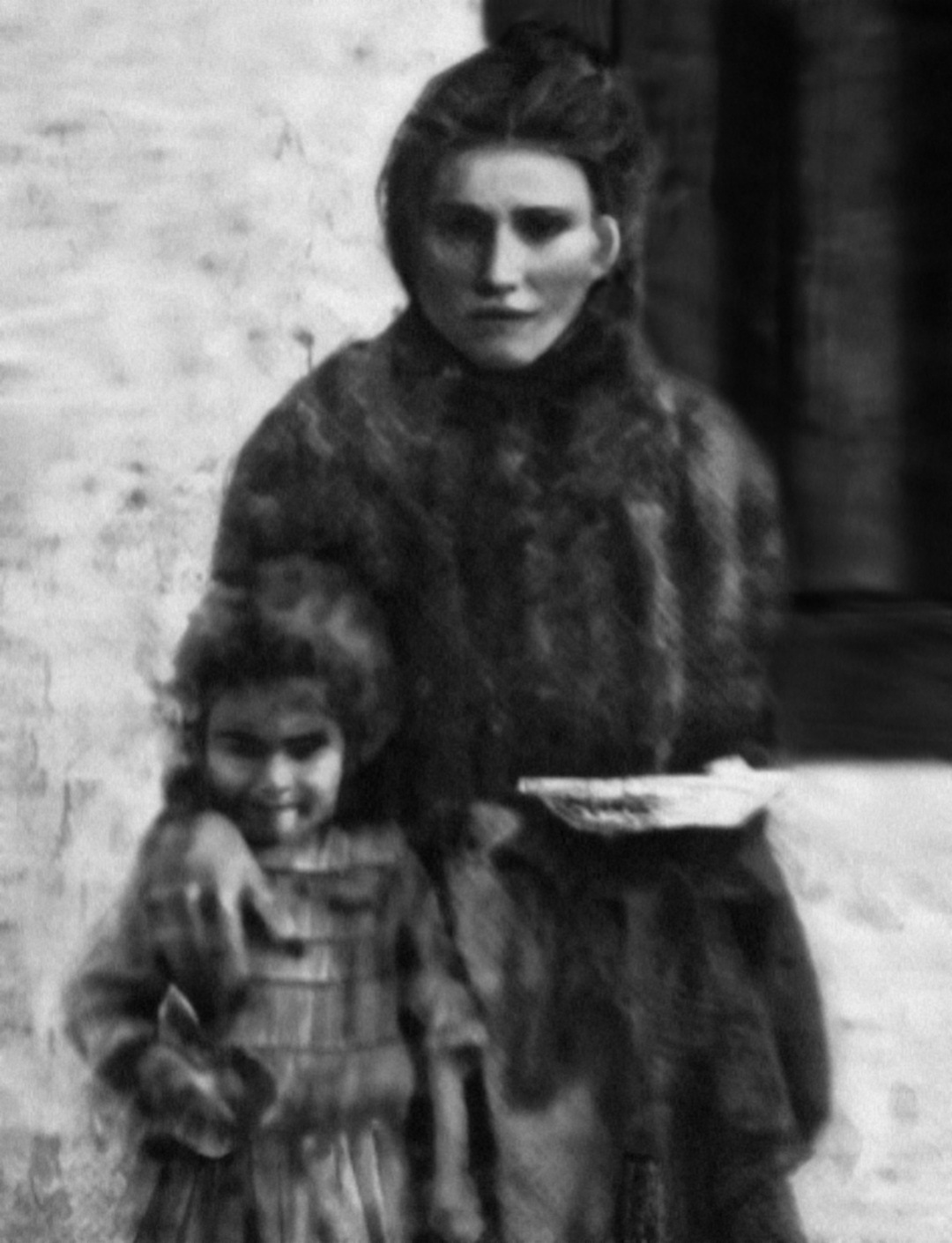
Anésia Cauaçu e sua filha, em 1916 - Jornal A TARDE

Anésia Cauaçu foi uma precursora de um bando que agiu no sertão baiano na década de 1910, principalmente na cidade de Jequié, ela e seu bando eram conhecidos como Bando dos Cauaçus, contava com mais de 100 homens e mulheres dispostos a lutarem, além de bons conhecedores da região, bem armados, e bem vestidos com seus chapéus de couro e roupas de couro, traje típico dos sertanejos e vaqueiros da região. 
O bando dos Cauaçus era formado por sertanejos e fazendeiros revoltados com a morte de um dos seus membros, que foi assassinado a mando de Zezinho dos Laços, precursor de um bando que aterrorizou a região durante décadas. Anésia Cauaçu era muito bonita, era alta, com seus cabelos longos e escuros, pele branca e olhos azuis, mas nada disso tirava a sua valentía, usando o seu chapéu de couro, sua roupa de couro, seu lenço e sua calça de couro para montar ao seu cavalo, estava sempre pronta para lutar.
Os cangaceiros conseguiram dominar o sertão durante muito tempo, pois eram protegidos de coronéis, que se utilizavam deles para cobrança de dívidas, entre outros serviços sujos.
Um caso particular foi o de Januário Garcia Leal, o Sete Orelhas, que agiu no sudeste do Brasil, no início do século XIX, tendo sido considerado justiceiro e honrado por uns, e cangaceiro por outros.
No sertão, consolidou-se uma forma de relação entre os grandes proprietários e seus vaqueiros.
A base desta relação era a fidelidade dos vaqueiros aos fazendeiros. O vaqueiro se disponibilizava a defender, de armas na mão, os interesses do patrão.
Como as rivalidades políticas eram grandes, havia muitos conflitos entre as poderosas famílias, que se cercavam de jagunços para defesa, formando assim verdadeiros exércitos. Porém, chegou o momento em que começaram a surgir os primeiros bandos armados, livres do controle dos fazendeiros.
Os coronéis tinham poder suficiente para impedir a ação dos cangaceiros.
O cangaceiro, em especial Lampião, tornou-se personagem do imaginário nacional, ora caracterizado como uma espécie de Robin Hood, que roubava dos ricos para dar aos pobres, ora caracterizado como uma figura pré-revolucionária, que questionava e subvertia a ordem social de sua época e região.

## Coiteiros
Coiteiros eram pessoas que ajudaram os cangaceiros, dando-lhes abrigo e comida. Assim procediam por serem parentes, amigos, ex-vizinhos, ou ainda por interesse ou medo.

## Volantes e macacos
Os volantes eram pequenos grupos de soldados, cerca de 20 a 60, de todos os estados da federação brasileira, formada pelo governo através das agências de aplicação da lei, enviados para procurar e destruir os cangaceiros, que muitas vezes se referiam a eles como macacos, devido seus uniformes marrons e sua vontade de obedecer ordens. Alguns deles portavam as então modernas metralhadoras Hotchkiss, armas que os cangaceiros rapidamente aprenderam a temer, mas estavam sempre dispostos a roubar para seu próprio uso.

## Estilo cangaceiro

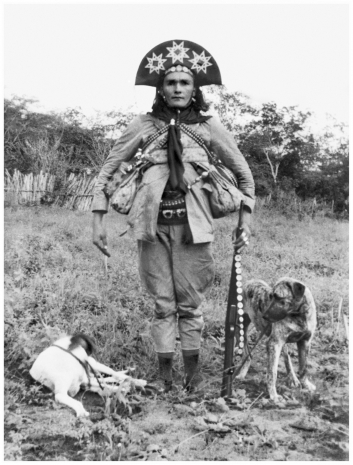
Cangaceiro Corisco em 1936

Os cangaceiros tinham noções muito específicas de como se comportar e de se vestir. Primeiro de tudo, a maioria deles sabia costurar muito bem. Vivendo nas terras semiáridas do nordeste do Brasil, tiveram que sobreviver em meio a arbustos secos pontiagudos. Apesar do calor durante o dia, os cangaceiros preferiam usar roupas de couro, enfeitadas com todos os tipos de fitas coloridas e peças de metal.
Eles também usaram luvas de couro com moedas e outras peças de metal costuradas por eles, quase como uma armadura.

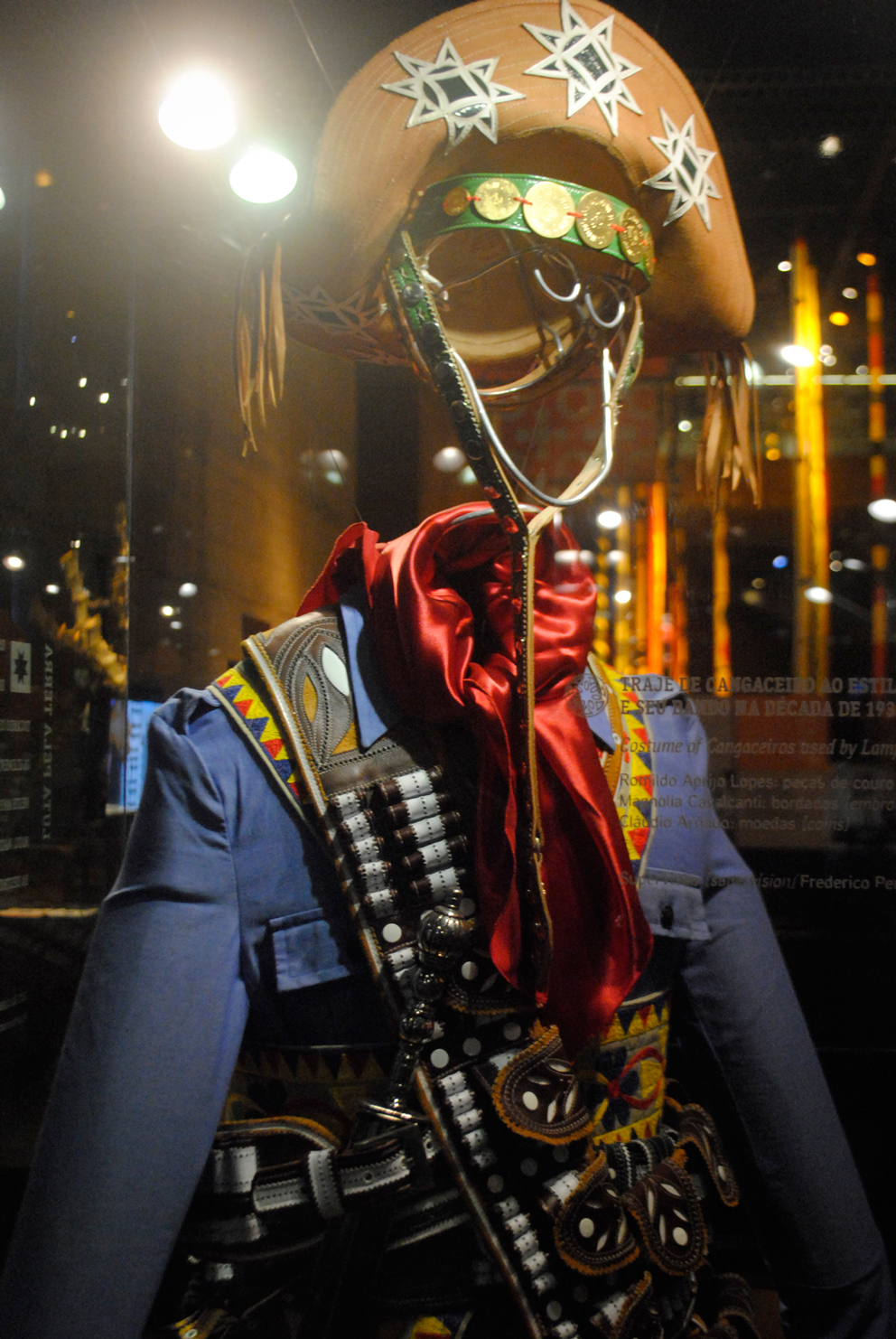
Vestimenta de cangaceiro no Museu Cais do Sertão, Recife

Por causa do forte calor e da ausência de água, alguns cangaceiros, especialmente Lampião, usavam perfumes, inclusive caros como os franceses, muitas vezes roubados de casas das pessoas ricas e usados em grandes quantidades.
Kit básico para o cangaço:

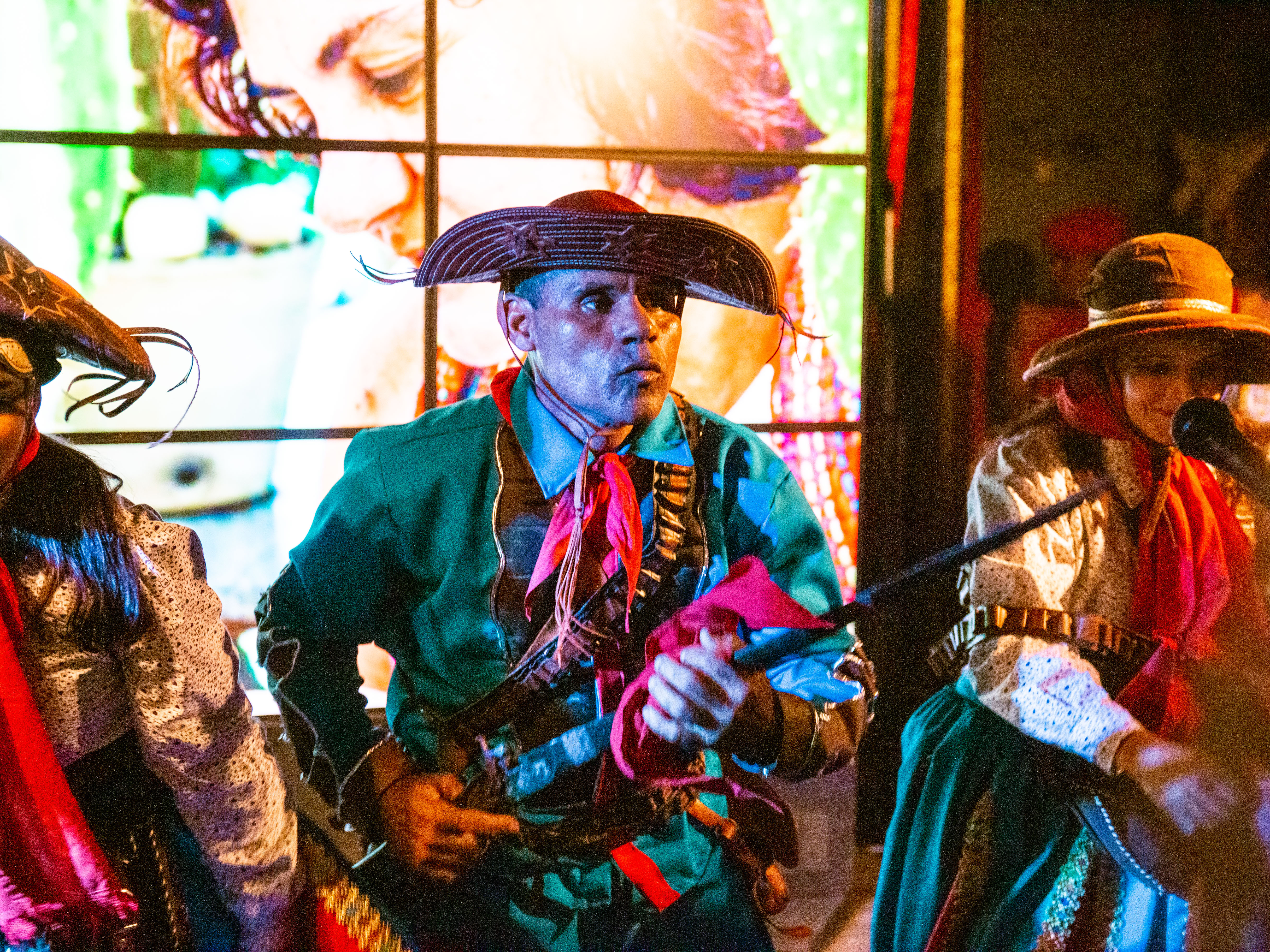
Homem caracterizado de cangaceiro

- Chapéu de couro com abas largas dobradas
- Munição (até 18 quilos) e armas (a mais comum era o rifle Winchester 44)
- Bolsa (capanga) com remédios, fumo e brilhantina
- Punhal
- Lenço para proteger boca e nariz contra a poeira
- Roupa resistente com mangas compridas contra o sol
- Cantil com água ou cachaça.

## Armas do cangaceiro

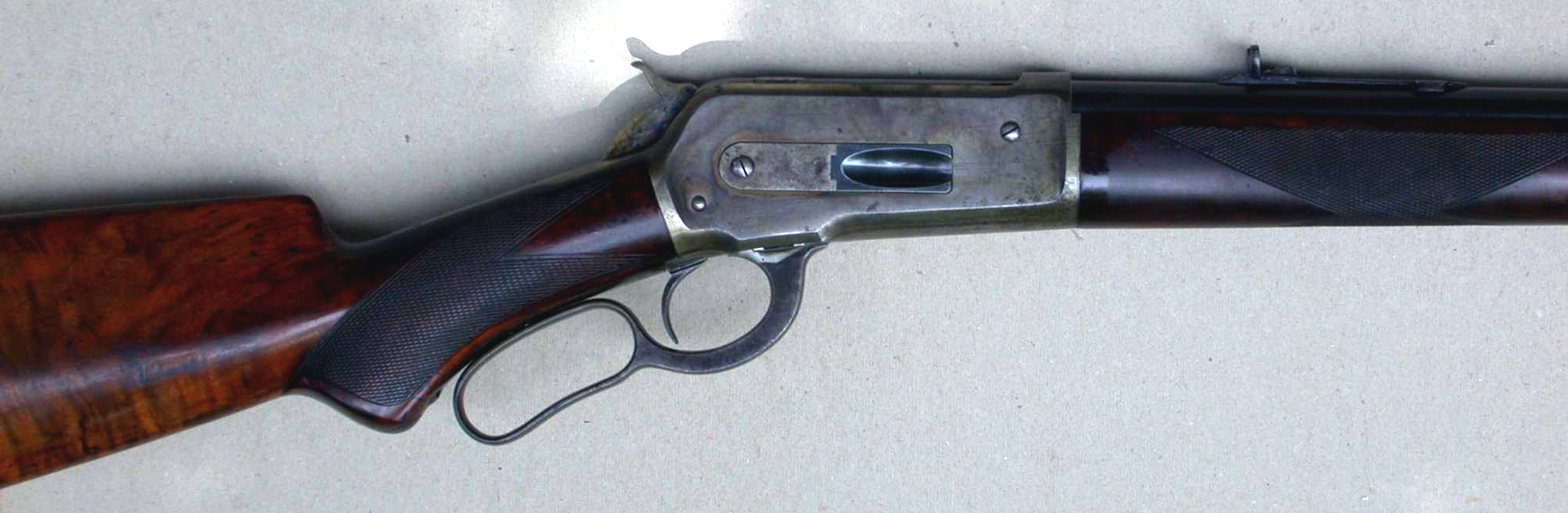
Rifle

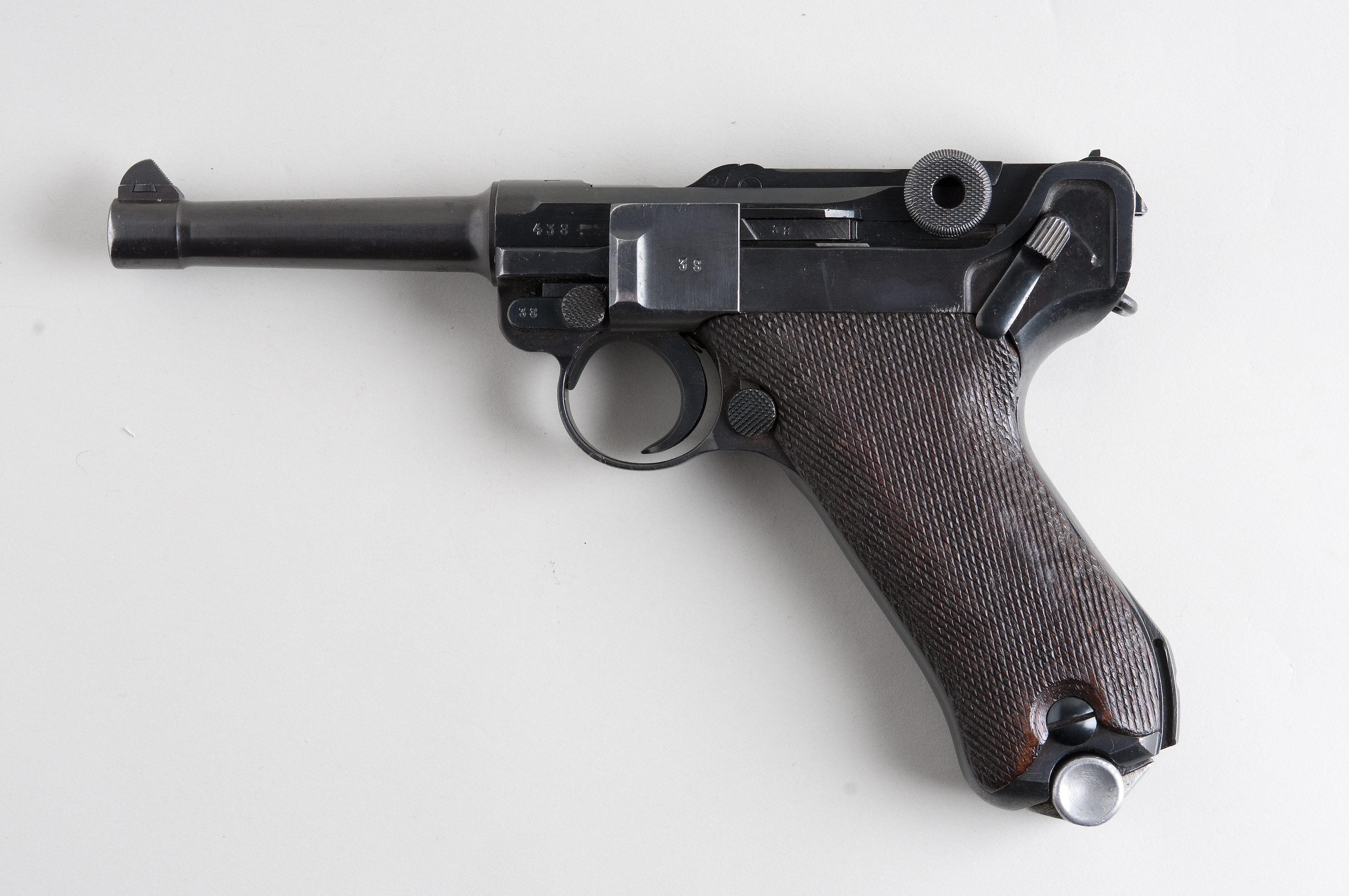
A pistola Luger P08, usada pelos cangaceiros

As armas dos cangaceiros eram principalmente revólveres, espingardas e a famosa párabelo, que é uma corruptela em português da palavra latina parabellum, que era o nome oficial da pistola Luger P08. A palavra  significa preparar para a guerra, e vem do provérbio latino si vis pacem, para bellum. Foi designada como arma oficial das tropas governamentais brasileiras e por alguns soldados responsáveis pela aplicação da lei.
Os cangaceiros também ficaram famosos por usarem uma faca fina, longa e bem afiada chamada peixeira, criada originalmente para a limpeza de peixe, além disso, também usavam o famoso punhal. Essas armas brancas eram utilizadas pelos cangaceiros para torturar e matar seus inimigos.

## Fim do cangaço
O cangaço em sua forma de banditismo foi um dos últimos movimentos do Brasil de luta armada e de classe pobre, que dominou por um longo período de tempo o nordeste brasileiro. Virgulino Ferreira conhecido como Lampião foi um dos maiores líderes da história dos movimentos armados independentes do Brasil.
Os cangaceiros atingiam tanto pessoas pobres como ricas, porém o espírito de liberdade e independência demonstradas pelos integrantes desses grupos ao infringirem as normas da sociedade, iludiam e fascinavam os demais habitantes das regiões do Sertão Nordestino. Muitos destes cangaceiros utilizavam dessa imagem de instrumento de justiça social para justificar seus crimes.
A extinção desse fenômeno foi consequência, sobretudo da mudança das condições sociais no país, das perspectivas de uma vida melhor que se abria para a massa nordestina com a migração para Sul, e das maiores facilidades de comunicação, entre outros fatores.[carece de fontes?]
Em 2014, morreu o último cangaceiro que fez parte do grupo de Lampião, José Alves de Matos, aos 97 anos.

## Encontro
Em uma reportagem feita em 1996, pela Rede Globo, foi feito o encontro histórico entre o ex-cangaceiro Candeeiro II com o ex-Volante J. Panta de Godoy, que matou Lampião e Maria Bonita.

## Cultura popular

### Literatura de cordel

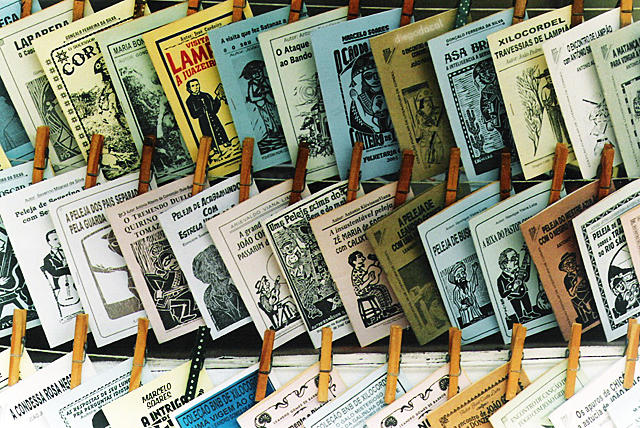
Exemplo de cordéis

O cangaço é um dos principais temas mais explorados na literatura de cordel, onde o cangaceiro é retratado como herói. Literatura de Cordel é, como qualquer outra forma artística, uma manifestação cultural. Por meio da escrita são transmitidas as cantigas, os poemas e as histórias do povo — pelo próprio povo. O nome de Cordel teve origem em Portugal, onde os livretos, antigamente, eram expostos em cordéis, como roupas no varal.

### Livros
- O Cabeleira, de Franklin Távora
- Jurisdição dos Capitães — A História de Januário Garcia Leal e Seu Bando — Editora Del Rey, Belo Horizonte, 2001, Marcos Paulo de Souza Miranda.
- Lampião e Maria bonita de Liliana Iacocca, Editora Ática
- Flor de Romances Trágicos, de Luís da Câmara Cascudo, Editora Cátedra.
- Lampião: herói ou bandido, de Antonio Amaury Correa de Araújo e Carlos Elydio Correa. São Paulo: Editora Claridade, 2009.
- Antonio Silvino o cangaceiro, o homem , o mito - 2a Edição - Sérgio Augusto de Souza Dantas - Amazon, Natal, 2012.
- Lampião e o Rio Grande do Norte - A história da grande jornada - 2a Edição - Sérgio Augusto de Souza Dantas - Amazon, Natal, 2014.

### Filmes

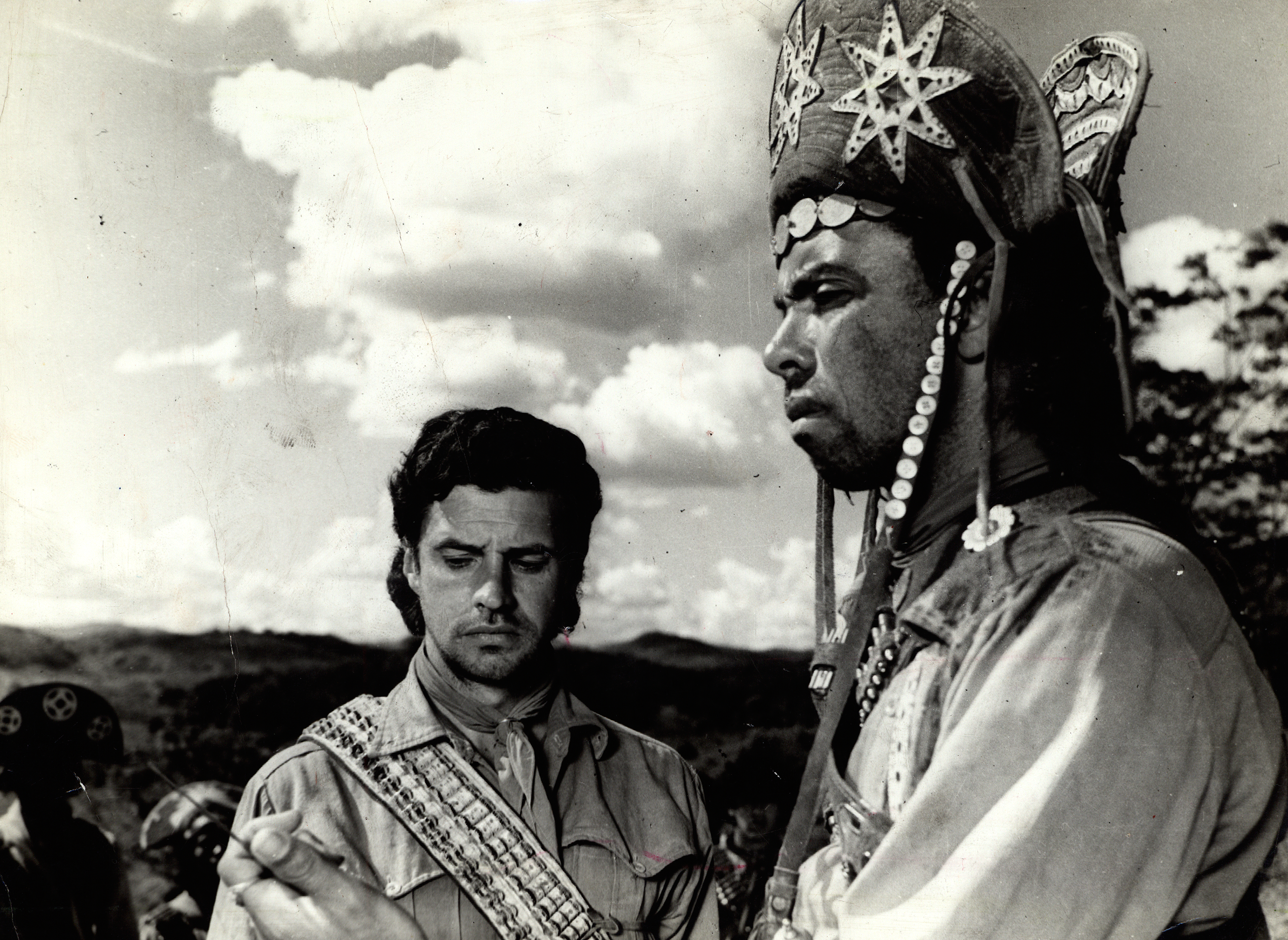
Alberto Ruschel e Milton Ribeiro em cena do filme O Cangaceiro

Os primeiros filmes sobre o cangaço datam de meados da década de 1920 e início da década de 1930, tais como Filho sem mãe (1925), Sangue de irmão (1927) e Lampião, a fera do nordeste (1930). Entre as década de 1950 e década de 1960, os filmes brasileiros sobre o cangaço eram bastante influenciados pelos filmes de faroeste dos Estados Unidos e são conhecidos como nordestern, western macaxeira, ou western feijoada, um deles foi O Cangaceiro (1953).
- O Cangaceiro, de Lima Barreto, 1953 (trilha sonora original por Riz Ortolani)
- A Morte Comanda o Cangaço, Walter Guimarães Motta 1961
- Deus e o Diabo na Terra do Sol, Inglês título: Black God, White Devil, de Glauber Rocha, 1963
- O Dragão da Maldade Contra o Santo Guerreiro, de Glauber Rocha, 1968
- O' Cangaceiro (no Brasil, Rebelião dos Brutos), Itália-Espanha, filme inspirado no cinema de faroeste italiano (western spaghetti), 1970[18]
- Baile Perfumado, Paulo Caldas e Lírio Ferreira, 1997
- O Matador de Marcelo Galvão, 2017[19]

### Histórias em quadrinhos
Em 1938, Euclides Santos publicou a tira Vida de Lampeão na revista A Noite Ilustrada. Na década de 1950, inspirado no sucesso de O Cangaceiro, o quadrinista Gedeone Malagola lança uma revista em quadrinhos sobre o fictício Milton Ribeiro, O Cangaceiro, Milton Ribeiro é o ator que interpretou o cangaceiro Galdino no filme de 1953, a diferença de Milton Ribeiro para Galdino, é que nos quadrinhos Milton é o herói. Em 1953, José Lanzellotti lança Raimundo, o Cangaceiro para a revista Aliança Juvenil da editora Aliança, na década de 1960, a série ganharia uma revista pela editora Pan Juvenil. Em 1954, o haitiano André LeBlanc adaptou o romance Os Cangaceiros de José Lins do Rego para a revista Edição Maravilhosa da EBAL.
Em 1963, Mauricio de Sousa comandava o Suplemento Infanto-Juvenil do jornal Folha de S. Paulo, Mauricio então pediu a Julio Shimamoto que criasse uma tira para o suplemento, Shimamoto elaborou dois projetos: uma tira sobre cangaceiros e outra sobre gaúchos, no fim resolveu criar a tira O Gaúcho, na época, cangaceiros eram retratados como bandidos. Os programas de rádio Jerônimo, o Herói do Sertão e Juvêncio, o justiceiro do sertão transportavam as histórias dos faroeste para o sertão brasileiro e também tiveram histórias em quadrinhos, Jerônimo em  1957 pela Rio Gráfica Editora, com textos de Moysés Weltman e desenhos de Edmundo Rodrigues, e Juvêncio entre 1968 e 1969 pela Editora Prelúdio, com roteiros de Gedeone Malagola, R. F. Lucchetti, Helena Fonseca e Fred Jorge e desenhos de Sérgio Lima, Rodolfo Zalla, Eugênio Colonnese e Mário Cafiero, a Editora Prelúdio também publicava literatura de cordel e publicou uma adaptação de A Chegada de Lampião no inferno de José Pachêco por Sérgio Lima.
Na década de 1970, O quadrinista Floriano Hermeto de Almeida Filho, um dos responsáveis pelas histórias do super-herói Judoka, chegou a produzir sete páginas de uma história sobre o cangaço, que permaneceram inéditas até novembro de 2018, quando foram publicadas no livro O Judoka por FHAF, publicado pela Avec Editora, após uma campanha de financiamento coletivo no site Catarse. Nas páginas do jornal Notícias Populares foi publicada a série de tiras Capitão Caatinga, escrita por Franco de Rosa e ilustrada por Sebastião Seabra.
Em 1974, o brasileiro Jô Oliveira publicou a história A Guerra do Reino Divino na revista italiana alterlinus, dois anos depois a editora brasileira Codecri (mesma editora responsável por O Pasquim) publicou a obra no país. A arte de Jô Oliveira é bastante influenciada pela xilogravura presente nos cordéis e é apontada como uma das primeiras graphic novels brasileiras. Apesar de ser um tema brasileiro, o tema também é explorado por autores de outros países, em Mister No 3, 4 e 5, publicada em 1975 pela editora italiana Sergio Bonelli Editore, o piloto americano com histórias ambientadas no Brasil, encontra com cangaceiros, o belga Hermann Huppen que escreveu e desenhou a HQ Caatinga (publicada no Brasil pela Editora Globo), ou também o italiano Hugo Pratt (La macumba du Gringo). 
Zagor, série de faroeste também publicada pela Bonelli, encontrou com cangaceiros em Zagor nas edições 452 (março de 2002) e 573 (abril de 2013).
Na oitava edição da revista Spektro da Editora Vecchi, publicada em 1978, o pernambucano Watson Portela publica Paralela, uma história de ficção científica com um cangaceiro chamado Asa Branca.
Em 1981, a revista Igapó publica O Ataque de Lampião à Mossoró, escrita por Emanoel Amaral e ilustrada por Aucides Sales, em 1987, Amaral publica Jesuíno Brilhante em quadrinhos em coautoria com Aucides e Luiz Elson.
Outros autores retrataram o cangaço como Ataíde Braz (roteiro) e Flavio Colin (desenhos) com Mulher-Diaba no Rastro de Lampião, publicada em 1994 pelo selo Graphic Brasil da Nova Sampa, Ruben Wanderley Filho com Lampião em quadrinhos, Danilo Beyruth em Bando de dois, Flávio Luiz com a futurista O Cabra, Wilson Vieira, Eugênio Colonnese e Mozart Couto no álbum Cangaceiros - Homens de Couro da editora CLUQ de Wagner Augusto, o cordelista e editor Klévisson Viana com Lampião — era o cavalo do tempo atrás da besta da vida: uma história em quadrinhos, Marcos Franco e Marcelo Lima (roteiro) e Hélcio Rogério,  (desenhos) com Lucas da Vila de Sant'anna da Feira, Wilde Portela (roteiro), Antonio Lima e Paulo José (desenhos) com Lampião - Episódios da Vida de um Cangaceiro, Haroldo Magno (roteiro) e Edvan Bezerra (desenhos) nos álbuns Sertão Vermelho - Lampião em Quadrinhos (2004) e Sertão Vermelho - Lampião em Quadrinhos 2 (2005), financiados com apoio da prefeitura e empresas locais de Paulo Afonso, na Bahia, o primeiro álbum teve capa de Júlio Shimamoto, o segundo teve participações do próprio Shimamoto, Rodolfo Zalla, Eugênio Colonnese e Vítor Barreto.
Em Henshin Mangá nº 2 (2016), a Editora JBC publica Escarra Brasa de Wagner Elias e Rafael Santos, uma história inspirada nos quadrinhos japoneses ambientada em uma São Luís pós-apocalíptica. Também inspirado na estética japnoesa, Lampião de Heitor Amatsu e Carlo Eduardo, viabilizado através de financiamento coletivo na plataforma Catarse e publicado pela editora IndieVisivel Press.